# Sherlock Holmes im 20. Jahrhundert
Sherlock Holmes im 20. Jahrhundert (russisch „Приключения Шерлока Холмса и доктора Ватсона: Двадцатый век начинается“) ist der fünfte und letzte Film der Fernsehfilmreihe „Die Abenteuer von Sherlock Holmes und Dr. Watson“ nach den Erzählungen von Arthur Conan Doyle über Sherlock Holmes.
Der Zweiteiler basiert auf vier Erzählungen über Sherlock Holmes: „Der Daumen des Ingenieurs“, „Der zweite Fleck“, „Die Bruce-Partington-Pläne“ und „Seine Abschiedsvorstellung“. Ferner werden Episoden und Motive aus anderen Werken über Sherlock Holmes eingestreut.

## Handlung
Teil 1
Anfang des 20. Jahrhunderts. Eines Abends wird ein junger Ingenieur von einem zwielichtigen Mann, einem Colonel Stark, vom Bahnhof abgeholt und in sein Haus gefahren. Der Ingenieur soll eine defekte hydraulische Presse reparieren, mit der angeblich Bleicherde zusammenpresst wird. Obwohl er von einer mysteriösen, zur Hysterie neigenden Frau, die in Starks Haus wohnt, vorgewarnt wird, geht der Ingenieur in den Keller, in dem die Presse steht. Als er auf Spuren von Amalgam stößt, fragt er den Colonel nach der wahren Bestimmung der Presse; dieser sperrt ihn in die Presse ein und schaltet sie an. Nur knapp kann der Ingenieur entkommen und wird von der Frau gerettet; bei der Flucht aus dem Fenster wird ihm von Stark jedoch ein Daumen abgeschlagen. Verletzt kommt er am Londoner Bahnhof an und begibt sich zum Arzt, um seine Wunde zu versorgen – dieser Arzt ist Dr. Watson.
Watson begibt sich zu Sherlock Holmes, der sich nach Sussex zurückgezogen und der Bienenzucht verschrieben hat. Holmes und Watson suchen das Haus des Colonels auf, finden es jedoch abgebrannt vor. Sie finden jedoch falsche Shilling-Münzen am Tatort vor. Gemeinsam suchen sie Holmes' Bruder Mycroft auf, der inzwischen eine hohe Position in der britischen Regierung einnimmt. Dieser enthüllt, dass deutsche Spione versuchen, Großbritanniens Wirtschaft zu sabotieren, indem sie Falschgeld in Umlauf bringen. Anhand eines Fotos entdeckt Holmes, dass „Colonel Stark“ ein Deckname des deutschen Spions Eduardo Lucas ist.
Der Premierminister von England möchte sich indessen wegen einer heiklen Angelegenheit mit Holmes treffen. Ein wichtiges Dokument ist dem Staatssekretär Trelawny Hope aus seiner Schatulle verschwunden; bei einer Veröffentlichung könnte ein Krieg ausbrechen. Holmes und Watson begeben sich in ihr altes Quartier auf Baker Street 221b, wo das Treffen mit dem Minister stattfindet. Das Haus gehört inzwischen einem Bauunternehmen, doch das Zimmer von Holmes und Watson wurde als Museum konserviert. Nach dem Treffen mit dem Premierminister stellt Holmes fest, dass nur der besagte Eduardo Lucas das Dokument entwendet haben könnte. Es stellt sich jedoch heraus, dass Lucas vor kurzem in seiner Wohnung getötet wurde. Am Tatort treffen die Detektive auf den pensionierten Inspector Lestrade, der einen neuen Mitarbeiter in Detektivarbeit einweist. Holmes stellt fest, dass der Blutfleck auf dem Teppich nicht mit einem entsprechenden Fleck auf dem Parkett übereinstimmt – jemand muss den Teppich verrückt haben. Holmes findet ein Geheimversteck unter dem Parkett, dieses ist jedoch leer. Der Verhör eines Constables bringt die Information, dass eine Frau in der Nacht den Ort des Verbrechens aufsuchte.
Mit Watson begeben sich Holmes zu Trelawney Hopes Frau, die sie mit diesen Informationen konfrontieren. Sie gesteht, dass sie von Lucas erpresst wurde. Bei der Übergabe des Dokuments wurde Lucas jedoch von seiner eifersüchtigen Frau erstochen. Watson hat die Idee, das Dokument einfach zurück in die Schatulle zu legen und so zu tun, als wäre es einfach übersehen worden, was trotz letzter Zweifel seitens von Hope und dem Premierminister tatsächlich gelingt.
Teil 2
Der deutsche Resident in England, von Bork, bekommt einen heimlichen Besuch von seinem Vorgesetzten, Baron von Herling. Nach außen hin ein Bonvivant und Sportler, ist von Bork tatsächlich ein deutscher Spion, der Dokumente über die britische Streitkräfte im Vorfeld des Ersten Weltkriegs sammelt. Seine beste Quelle ist Altamont, ein Amerikaner irischer Abstammung. Von Bork braucht nur noch das letzte Dokument, die Marinesignale der britischen Marine, zu besorgen.
Derweil ist Sherlock Holmes genau solch einem Dokumentendiebstahl auf der Spur. An den Gleisen des Londoner Underground wurde die Leiche von Cadegan West, einem jungen Mitarbeiter von Royal Arsenal, entdeckt. In seiner Tasche steckten sieben der zehn Seiten eines neuen, geheimen Unterwasserbootes. Der Verdacht kommt auf, der junge Büroarbeiter wollte die Pläne an deutsche Spione verkaufen – seine Verlobte ich jedoch von seiner Unschuld überzeugt. Der einzige, der sonst Zugang zu den Papieren hätte, ist Sir James Walter, der Direktor des Arsenals – doch er ist durch den verursachten Skandal einem Herzinfarkt erlegen. Holmes wird in die Ermittlungen eingeschaltet, um die drei fehlenden Seiten zu beschaffen. Er stellt fest, dass West woanders getötet und aufs Dach eines U-Bahn-Waggons gelegt wurde, und erst an einer Weiche auf die Gleise hinunterfiel. Rein zufällig lebt der deutsche Spion Hugo Oberstein in einem Haus, dessen Fenster sich über den Gleisen befinden. Da Oberstein bereits abgereist ist, suchen Holmes und Watson nach dem wahren Dieb, der die Unterlagen an ihn weitergegeben hatte. Über ein Chiffre in den Zeitungsannoncen verabredet Holmes ein Treffen mit dem Dieb – es ist der Bruder des Direktors, Valentine Walter, der Schulden hatte und sich von Oberstein bezahlen ließ. West hatte ihn zufällig durchs Bürofenster beobachtet und verfolgt, wurde dann von Oberstein getötet und aufs U-Bahn Dach gelegt.
Einige Zeit später begeben sich Holmes und Watson, der inzwischen für den bevorstehenden Krieg eingemustert wurde, zu von Bork, der Holmes' Nachbar ist und bei ihm Bienenhonig kauft. Als Watson ums Haus schlendert, stellt er fest, dass Holmes genau derjenige Altamont ist, der von Bork mit geheimen Informationen versorgt. Nun hat er ihm die begehrten Marinesignale gebracht; doch Watson mischt sich ein und stellt Holmes. Als von Bork erfährt, dass Altamont in Wirklichkeit Sherlock Holmes ist, versucht er erst vergeblich, Watson zu erschießen, dann flieht er durch den Garten, wo er jedoch, vom Schlafmittel betäubt, zusammenbricht. Holmes enthüllt ihm, dass er mit Absicht eine Amerikareise unternahm und sich einer Geheimgesellschaft von Ex-Iren anschloss, um von Borks Vertrauen zu gewinnen. Die Informationen, mit denen er von Bork versorgte, waren manipuliert; und in seinem Haus wurde von Bork von seiner alten Haushälterin Martha, die in Wirklichkeit die Mrs. Hudson ist, überwacht.
Am Ende sitzen Holmes und Watson vor einem Kinematograph und sinnieren darüber, wie harmlos die Verbrecher des viktorianischen Englands im Vergleich zu den Verbrechen des 20. Jahrhunderts gewesen sind, während über die Leinwand ein Stummfilm läuft.

## Darsteller
Hauptdarsteller
- Wassili Liwanow – Sherlock Holmes
- Witali Solomin – Dr. Watson
- Rina Seljonaja – Mrs. Hudson
- Boryslaw Brondukow – Inspector Lestrade (gesprochen von Igor Jefimow)

Teil 1
- Boris Kljujew – Mycroft Holmes
- Innokenti Smoktunowski – Lord Thomas Bellinger, Premierminister von England
- Alexander Romanzow – Sir Trelawney Hope, Minister für europäische Angelegenheiten
- Jelena Safonowa – Lady Hilda Trelawney Hope
- Wiktor Korezki – Hydraulikingenieur Victor Hatherley
- Jewgeni Platochin – Eduardo Lucas alias Lysander Stark
- Larissa Gusejewa – Mme Henri Fournaye
- Igor Jefimow – Ferguson
- Jekaterina Sintschenko – Mrs. Watson
- Michail Morosow – Smith
- Wladimir Kalisch – Stationsaufseher
- Konstantin Worobjow – Inspector Pitkin
- Arkadi Koval – MacPherson
- sowie O. Axenow, B. Welitschko

Teil 2
- Boris Kljujew – Mycroft Holmes
- Leonid Kurawljow – von Bork
- Swetlana Smirnowa – Violet Westbury
- Maris Lijepa – Colonel Valentine Walter
- Wladimir Tatosow – Baron von Herling
- Jekaterina Sintschenko – Mrs. Watson
- Michail Morosow – Smith
- Jewgeni Ilowajski – Sydney Johnson
- sowie A. Andrejew
- Igor Maslennikow – Filmvorführer

## Filmcrew
- Drehbuch und Regie: Igor Maslennikow
- Kamera: Juri Weksler
- Ausstattung: Isaak Kaplan
- Musik: Wladimir Daschkewitsch

## Interessante Fakten
- Am Ende des Films, als Holmes und Watson einen Stummfilm anschauen, ist der Filmvorführer zu sehen, der an der Kurbel dreht. Dies ist der Regisseur der Filmreihe, Igor Maslennikow.
- Gegen Ende des zweiten Teils ist am von Borks Tresor der Code eingestellt – „1912 April“. Watson dreht die Räder und setzt sich in den Sessel, während Holmes sagt „Die Zukunft ist gar nicht so düster.“ Währenddessen bleibt das Coderad an der Stelle „1914 August“ stehen – der Anfang des Ersten Weltkriegs.
- Das Restaurant, in dem Holmes und Watson gegen Mitte des zweiten Teils speisen, ist die umgebaute Kulisse der Wohnung an Baker Street 221b[1].
- Das Haus von Hugo Oberstein wurde als eine Miniatur-Trickaufnahme realisiert.

## Alternative Fassung und deutsche Version
Die buchstäbliche Übersetzung des russischen Titels lautet „Die Abenteuer von Sherlock Holmes und Dr. Watson: das 20. Jahrhundert beginnt“. Der Zweiteiler wurde zusätzlich in die Kinos gebracht, unter einem anderen Titel: „Шерлок Холмс в XX веке“ (deutsch: „Sherlock Holmes im 20. Jahrhundert“). Die Kinoversion wurde im Vergleich zum TV-Zweiteiler gekürzt, u. a. wurde die gesamte Handlung von „Die Bruce Partington-Pläne“ entfernt.
In der DDR lief der Film unter dem Titel „Sherlock Holmes im 20. Jahrhundert“; zunächst lief im DDR-Fernsehen eine russische Version mit deutschen Untertiteln, später eine deutsch synchronisierte Fassung. Sherlock Holmes wurde vom Siegfried Voss und Dr. Watson wurde von Hasso Billerbeck synchronisiert. (Der Sprecherwechsel erklärt sich daraus, dass die Folgen nicht mehr vom Fernsehen der DDR Berlin-Johannisthal, sondern vom Leipziger DEFA-Atelier synchronisiert wurden.)

## Auf DVD
Eine Restaurierung der Filme für die DVD-Auswertung wurde von zwei Unternehmen unabhängig voneinander durchgeführt: das russische Label „Twister“ und die Mosfilm-Tochter „Krupny Plan“. „Twister“ brachte alle fünf Sherlock-Holmes-Filme von Igor Maslennikow zwischen 2000 und 2004 auf DVD heraus, teilweise mit Bonusmaterial. Die „Krupny Plan“ Veröffentlichung erfolgte 2007. Die Restauration von Twister ist jedoch qualitativ etwas besser.
Die DVD von „Twister“ enthält russischen Ton in Dolby Digital 5.1 sowie russische und englische Untertitel. Als Bonus gibt es ein Interview mit dem Regisseur Igor Maslennikow sowie Textinformationen zur Cast & Crew.
Die „Krupny Plan“ DVD enthält keinen Bonusmaterial und nur russische Untertitel; dort ist zusätzlich zum 5.1 Remix auch der russische Monoton enthalten.
2019 erschien bei PIDAX (lizenziert von DRA) eine neue DVD-Version von 116 Minuten Länge und nur mit deutschem Ton (Dolby Digital 2.0) als Folge 3 dieser Serie.